# نيمانيا ميتروفيتش (لاعب كرة قدم)
نيمانيا ميتروفيتش (بالسلوفينية: Nemanja Mitrovič) هو لاعب كرة قدم سلوفيني في مركز الدفاع، ولد في 15 أكتوبر 1992 في ليوبليانا في سلوفينيا. شارك مع منتخب سلوفينيا تحت 17 سنة لكرة القدم ومنتخب سلوفينيا تحت 19 سنة لكرة القدم ومنتخب سلوفينيا تحت 21 سنة لكرة القدم. أما مع النوادي، فقد لعب مع إنتر ميلان ونادي أولمبيا ليوبليانا ونادي بولونيا.

## وصلات خارجية
- نيمانيا ميتروفيتش على موقع الاتحاد الأوربي (الإنجليزية)
- نيمانيا ميتروفيتش على موقع قاعدة بيانات كرة القدم.إي يو (الإنجليزية)
- نيمانيا ميتروفيتش على موقع ناشيونال فوتبول تيمز (الإنجليزية)
- نيمانيا ميتروفيتش على موقع Soccerway.com (الإنجليزية)